# Sé Catedral de Nossa Senhora da Graça de São Tomé
A Sé Catedral de Nossa Senhora da Graça de São Tomé localiza-se na cidade e província de São Tomé, distrito de Água Grande, na ilha de São Tomé, em São Tomé e Príncipe.

## História
A primitiva Matriz de Nossa Senhora das Graças remonta, provavelmente, ao século XV, localizando-se próxima à torre defensiva levantada em 1492-1493 pelo capitão Álvaro de Caminha. Em 1534 a cidade foi elevada a sede de bispado pela bula "Aequum reputamus" do Papa Paulo III, que instituiu a Diocese de São Tomé e Príncipe. A matriz foi, assim, elevada a catedral. A diocese abarcava as ilhas de São Tomé, Príncipe, Fernando Pó, Ano Bom e Santa Helena, e, no continente africano, ia desde o rio de Santo André até ao Cabo das Agulhas.

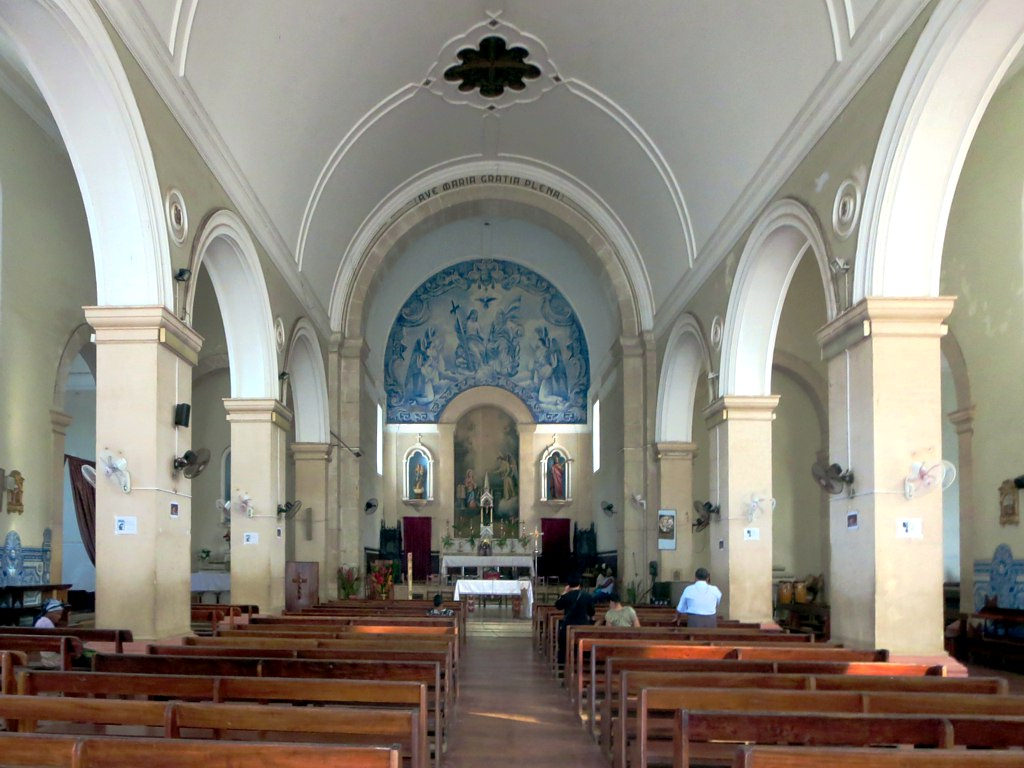
Interior da Sé de São Tomé

Em 1757 cogitou-se transferir a sede da diocese para a Vila de Santo Antônio, na Ilha do Príncipe. Foi concebido um projeto para a nova catedral, da autoria do engenheiro militar José António Caldas, mas a mudança jamais chegou a ser realizada.
O edifício foi reformado entre 1576 e 1578, época de D. Sebastião. Em 1784 encontrava-se em mau estado, com a fachada arruinada. Em 1814 foi restaurada por iniciativa da população local. Sofreu outra reforma em 1956, em que foi muito alterada a fachada principal.